# 桑达尔维尔
桑达尔维尔（法語：Sandarville，法語發音：[sɑ̃daʁvil]）是法国厄尔-卢瓦省的一个市镇，属于沙特尔区。

## 地理
桑达尔维尔（48°20'52"N, 1°21'7"E）面积9.51 平方千米，位于法国中央-卢瓦尔河谷大区厄尔-卢瓦省，该省份为法国北部内陆省份，北起顺时针与厄尔省、伊夫林省、埃松省、卢瓦雷省、卢瓦-谢尔省、萨尔特省和奧恩省接壤。
与桑达尔维尔接壤的市镇（或旧市镇、城区）包括：埃波特罗勒、布朗丹维尔。

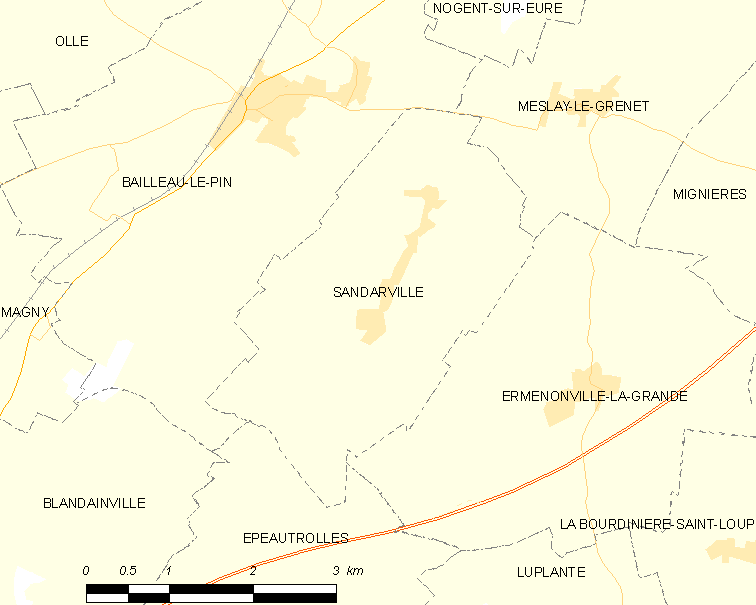
桑达尔维尔的OSM定位图

桑达尔维尔的时区为UTC+01:00、UTC+02:00（夏令时）。

## 行政
桑达尔维尔的邮政编码为28120，INSEE市镇编码为28365。

## 政治
桑达尔维尔所属的省级选区为伊利耶孔布赖县。

## 人口

1962-2008年间桑达尔维尔人口变化图示

桑达尔维尔于2022年1月1日时的人口数量为419人。